# Grisolles, Aisne
Grisolles là một commune in the Aisne department in northern Pháp.